# Wiesław Adamski

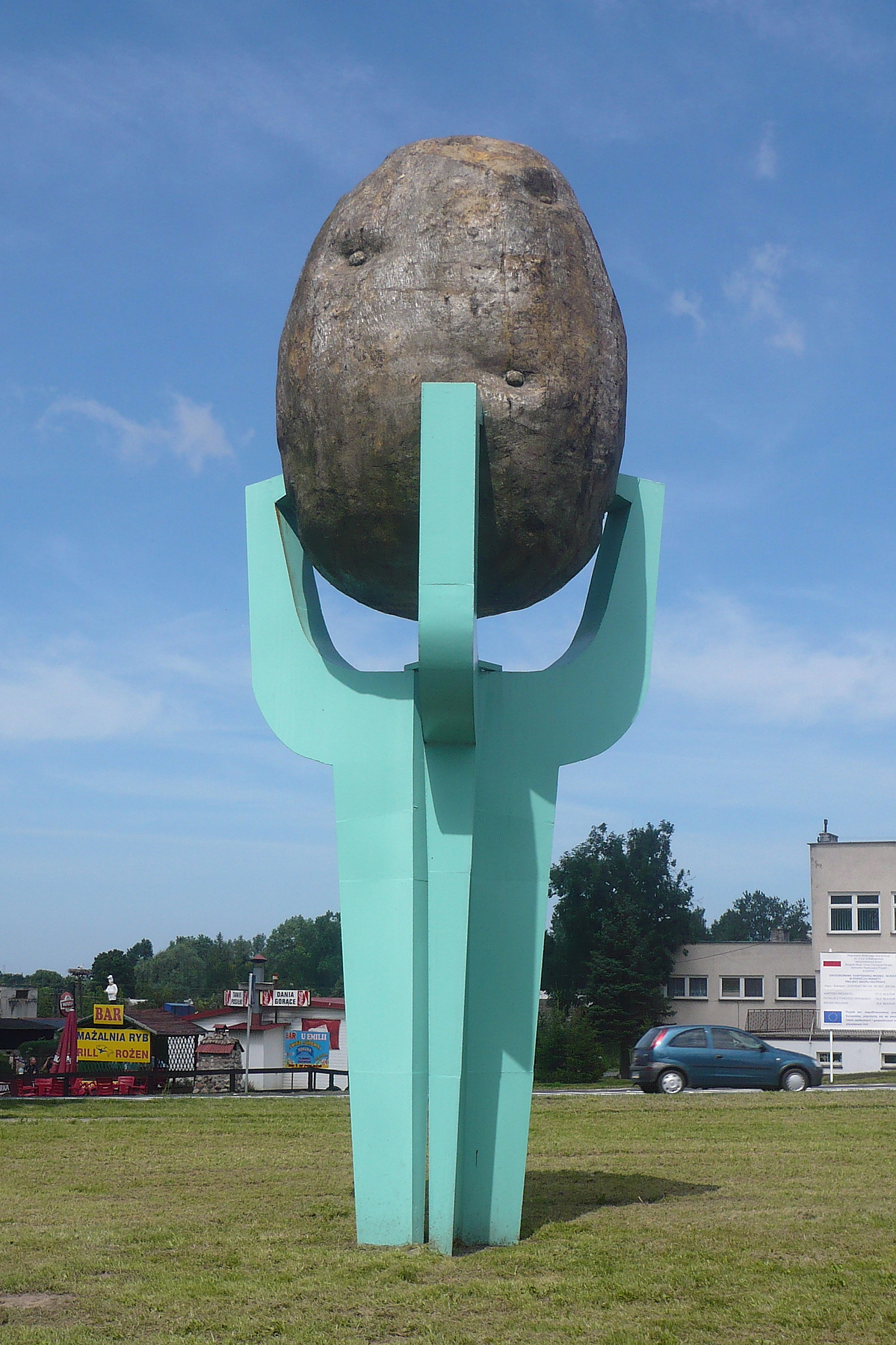
Monumento a la patata en Biesiekierz (Polonia).

Wiesław Adamski (Wierzchowo, 26 de julio de 1947-Wałcz, 10 de febrero de 2017) fue un escultor polaco que residía en Szczecinek.

## Datos biográficos
Asistió a la Escuela de Arte de Szczecin y luego se graduó en el Departamento de Escultura de la Academia Nacional de Bellas Artes de Poznań. Realizó pequeñas esculturas, medallas, retratos escultóricos y forjado artístico. Su obra el Monumento a la patata (de 3,95 metros de altura, 9 metros con el soporte-pedestal) está en Biesiekierz cerca de Koszalin, y el bajorrelieve de un águila en el edificio del tribunal de Szczecinek. 
Sus obras han sido expuestas, entre otras localidades en Helsinki, Poltava, Berlín, Madrid, Washington D. C. y París. Además en la galería de Erasmo de Róterdam, la Galería de Arte en Rávena y en el Museo Nacional de Varsovia.